# Mapotla
Mapotla är en ort i Mexiko.   Den ligger i kommunen Axtla de Terrazas och delstaten San Luis Potosí, i den centrala delen av landet, 230 km norr om huvudstaden Mexico City. Mapotla ligger 98 meter över havet och antalet invånare är 235.
Terrängen runt Mapotla är kuperad västerut, men österut är den platt. Runt Mapotla är det ganska tätbefolkat, med 100 invånare per kvadratkilometer. Närmaste större samhälle är Tampacan, 17,9 km öster om Mapotla. I omgivningarna runt Mapotla växer huvudsakligen savannskog.